# Іа (фільм)
«Іа» — художній фільм польського режисера Єжи Сколімовського, прем'єра якого відбулася 19 травня 2022 року на кінофестивалі Канна. Головні ролі у фільмі зіграли Матеуш Косьцюкевич та Ізабель Юппер. У центрі сюжету знаходиться ослик, у зв'язку з чим критики порівнюють фільм із картиною Робера Брессона «Навмання, Бальтазаре». Картина отримала приз журі та приз за найкращий саундтрек на Каннському кінофестивалі, вона номінована на «Оскар».

## Сюжет
Світ — загадкове місце, якщо дивитися на нього очима тварини. Іа, сірий віслючок з меланхолійними очима, зустрічає на своєму життєвому шляху хороших і поганих людей, відчуває радість і біль, проходить через колесо фортуни, що випадково перетворює удачу в катастрофу, а відчай — у несподіване блаженство. Але ні на мить він не втрачає своєї невинності.

## В ролях
- Сандра Држимальська — Кассандра
- Лоренцо Зурзоло — Віто
- Матеуш Косцюкевич — Маттео
- Ізабель Юппер — графиня

## Прем'єра та сприйняття
Прем'єра «Іа» відбулася 19 травня 2022 року на Каннському кінофестивалі. Фільм отримав приз журі, а також приз за найкращий саундтрек (композитор — Павел Микетин). Його високо оцінили критики. Марк Еш із Little White Lies пише: «за своїм задумом — як екзистенційна поема про нелюдяність людства, витривалість до страждань та здатність до благодаті — „Іа“ виявляється неймовірним та непередбачуваним актом високого мистецтва». На думку Девіда Катца з The Film Stage, працюючи з оператором Міхалом Димеком, «Сколімовський знаходить ефектну нову кіномову для того, щоб показати відмінний від людського погляд на світ».
Фільм увійшов до шорт-листа з 15 номінантів на кінопремію «Оскар» у категорії Найкращий іноземний художній фільм.

## Нагороди
| Рік  | Нагорода (або фестиваль)                  | Категорія                                                         | Отримувач                                               | Результат   |
| ---- | ----------------------------------------- | ----------------------------------------------------------------- | ------------------------------------------------------- | ----------- |
| 2022 | Каннський кінофестиваль                   | Золота пальмова гілка                                             | Єжи Сколімовський                                       | Номінація   |
| 2022 | Каннський кінофестиваль                   | Приз журі                                                         | Єжи Сколімовський                                       | Перемога    |
| 2022 | Каннський кінофестиваль                   | Найкращий саундтрек                                               | Павел Микетин                                           | Перемога    |
| 2022 | Hollywood Music in Media Awards           | Найкраща оригінальна музика до незалежного фільму (іноземна мова) | Павел Микетин                                           | Номінація   |
| 2022 | Спільнота кінокритиків Нью-Йорка          | Найкращий іноземний фільм                                         | Іа                                                      | Перемога    |
| 2022 | Національна рада кінокритиків США         | П'ять найкращих фільмів іноземною мовою                           | Іа                                                      | Перемога    |
| 2022 | Європейський кіноприз                     | Найкращий режисер                                                 | Єжи Сколімовський                                       | Номінація   |
| 2022 | Європейський кіноприз                     | Найкраща оригінальна музика                                       | Павел Микетин                                           | Перемога    |
| 2022 | Європейський кіноприз                     | Європейська університетська кінопремія                            | Іа                                                      | Перемога    |
| 2022 | Кінокритики Нью-Йорка онлайн              | Найкращий фільм іноземною мовою                                   | Іа                                                      | Перемога    |
| 2022 | Асоціація кінокритиків Лос-Анджелеса      | Найкращий фільм іноземною мовою                                   | Іа                                                      | Перемога    |
| 2022 | Асоціація кінокритиків Лос-Анджелеса      | Найкраща операторська робота                                      | Міхал Димек                                             | Перемога    |
| 2022 | Асоціація кінокритиків Лос-Анджелеса      | Найкраща музика                                                   | Павел Микетин                                           | Друге місце |
| 2022 | Асоціація кінокритиків Вашингтона         | Найкращий міжнародний/іноземний фільм                             | Іа                                                      | Номінація   |
| 2022 | Асоціація кінокритиків Далласа-Форт-Ворту | Найкращий фільм іноземною мовою                                   | Іа                                                      | 5 місце     |
| 2022 | Асоціація кінокритиків Далласа-Форт-Ворту | Премія Рассела Сміта                                              | Іа                                                      | Перемога    |
| 2023 | Національна спілка кінокритиків США       | Найкращий фільм іноземною мовою                                   | Іа                                                      | Перемога    |
| 2023 | Національна спілка кінокритиків США       | Найкраща операторська робота                                      | Міхал Димек                                             | Перемога    |
| 2023 | Союз кінокритиків Бельгії                 | Гран-прі                                                          | Іа                                                      | Номінація   |
| 2023 | Премія Лондонського гуртка кінокритиків   | Іноземний фільм року                                              | Іа                                                      | Номінація   |
| 2023 | Сезар                                     | Найкращий фільм іноземною мовою                                   | Іа                                                      | Номінація   |
| 2023 | Польські кінематографічні нагороди        | Найкращий фільм                                                   | Іа                                                      | Перемога    |
| 2023 | Польські кінематографічні нагороди        | Найкращий режисер                                                 | Єжи Сколімовський                                       | Перемога    |
| 2023 | Польські кінематографічні нагороди        | Найкраща жіноча роль                                              | Сандра Држимальська                                     | Номінація   |
| 2023 | Польські кінематографічні нагороди        | Найкращий актор другого плану                                     | Матеуш Косцюкевич                                       | Номінація   |
| 2023 | Польські кінематографічні нагороди        | Найкращий сценарій                                                | Єжи Сколімовський, Ева Пясковська                       | Перемога    |
| 2023 | Польські кінематографічні нагороди        | Найкраща музика                                                   | Павел Микетин                                           | Перемога    |
| 2023 | Польські кінематографічні нагороди        | Найкраща операторська робота                                      | Міхал Димек                                             | Перемога    |
| 2023 | Польські кінематографічні нагороди        | Найкращий монтаж                                                  | Агнешка Глінська                                        | Перемога    |
| 2023 | Польські кінематографічні нагороди        | Найкращі костюми                                                  | Катажина Левінська                                      | Номінація   |
| 2023 | Польські кінематографічні нагороди        | Найкраща сценографія                                              | Мирослав Концевич                                       | Номінація   |
| 2023 | Польські кінематографічні нагороди        | Найкращий звук                                                    | Радослав Охньо, Марцін Матлак, Марта Вероніка Веронська | Номінація   |
| 2023 | Оскар                                     | Найкращий міжнародний повнометражний фільм                        | Іа                                                      | Номінація   |
| 2023 | Золотий трейлер                           | Найкращий BTS/EPK для повнометражного фільму (понад 2 хвилини)    | «Віслюк» (Jump Cut)                                     | Номінація   |